# Cemark
Компанія CEMARK – провідний виробник цементу та будівельних матеріалів в Україні, що входить до складу ірландської групи CRH, одного з лідерів світового ринку будматеріалів. Основною продукцією є портландцемент.
CEMARK є членом Асоціації «Укрцемент», Української вітроенергетичної асоціації (УВЕА) та інших галузевих об’єднань.

## Історія
- 1999 – вихід CRH на український ринок через     придбання Кам’янець –Подільського цементного заводу (Хмельницька     область). Після модернізації (понад 300 млн. євро) завод перейшов на сухий     спосіб виробництва цементу.
- 2012 – придбання Одеського     цементного заводу та інвестування в підвищення продуктивності     виробничих потужностей.
- 2013 – придбання ПАТ     «Миколаївцемент» (Львівська область). Прийнято рішення про     зупинку печей, що працювали неефективним мокрим способом, та перехід на     використання клінкеру Кам'янець-Подільського цементного заводу Групи CRH,     де була введена в експлуатацію більш екологічна виробнича лінія.
- 2024 – відкриття Комплексу для     відвантаження цементу  у місті Вишневе (Київська область).
- У 2021 було проведено ребрендинг CRH. З 21 листопада 2021 року цементні заводи працюють під новим брендом – CEMARK. [1]

## Участь у проєктах
Цемент CEMARK використовувався у реалізації ключових інфраструктурних об’єктів України:
- Енергетика: Хмельницька та Запорізька АЕС, Южно – Українська     АЕС, новий саркофаг ЧАЕС
- Гідроенергетика: Дністровський каскад ГЕС
- Транспортна     інфраструктура: Бескидський     тунель, злітно – посадкові смуги аеропортів «Бориспіль» і «Львів», станції     Київського метро
- Порти: Феодосія, Південний, Чорноморськ, зернові     термінали MV Cargo та «Нібулон» (Ізмаїл)
- Громадські     об’єкти: НСК «Олімпійський»,     «Арена Львів», перша в Україні школа, побудована за технологією 3D-друку
- Комерційні     об’єкти: термінал «Нова     Пошта» в Одеському регіоні

Вітроенергетика: ВЕС «Сиваш» та «Старий Самбір - 2» 

## Екологія та інновації
• У рамках своєї екологічної політики, CEMARK впроваджує енергоефективні технології та заходи з енергозбереження на своїх підприємствах.
• CEMARK - перший виробник цементу в Україні, який розробив та впровадив екологічний підхід до свідомого споживання фасованого цементу. Зокрема, у 2025 році СEMARK оновив дизайн пакування, зафіксувавши на мішку позначки зниження викидів CO2.
• У 2023 році CEMARK досягла зниження питомих викидів CO₂ до 578 кг/т цементу, що є покращенням порівняно з попередніми роками.
• Використання альтернативного палива: Компанія збільшила частку використання альтернативних джерел енергії до 19,4% у загальному енергоспоживанні.
• Зменшення вмісту клінкеру: Вміст клінкеру у цементі знижено до 71,3%, що сприяє зменшенню викидів парникових газів.
• Сухий спосіб виробництва цементу: На всіх заводах CEMARK впроваджено сучасний сухий метод виробництва цементу, який є більш енергоефективним та екологічно безпечним порівняно з традиційними методами.
• Помольні системи замкненого циклу: На підприємствах компанії використовуються сучасні помольні системи замкненого циклу, що забезпечують стабільну якість продукції та знижують енергоспоживання. 